# Wilsotylus bangaloreiensis
Wilsotylus bangaloreiensis is een rondwormensoort uit de familie van de Plectidae. De wetenschappelijke naam van de soort is voor het eerst geldig gepubliceerd in 1970 door Chawla, Khan & Prasad.